# John Fox Burgoyne
Pour les articles homonymes, voir Burgoyne.
John Fox Burgoyne (24 juillet 1782 – 7 octobre 1871), 1er baronnet, est un maréchal de camp britannique.

## Biographie
Burgoyne est le fils illégitime du général John Burgoyne et de la chanteuse d'opéra Susan Caulfield. En 1798, il est promu second lieutenant du Corps des Ingénieurs royaux britannique. Il affronte les armées de Napoléon Ier, dans les Pyrénées sous les ordres du Duc de Wellington. Wellington l'envoie à Burgos puis plus tard à Saint-Sébastien pour participer au siège de Rosetta. Lors de la guerre de 1812, il se bat sous les ordres du général Pakenham en tant que lieutenant-colonel et participe à la bataille de La Nouvelle-Orléans.
En 1826, Burgoyne accompagne le général Clinton (en) au Portugal. Promu colonel en 1831, il devient général de division, en 1838, et inspecteur-général des fortifications, en 1845.
Pendant la Grande Famine en Irlande, Burgoyne déploie des efforts considérables pour soulager le peuple de la famine. En 1851, il est promu lieutenant-général. Avant le début de la guerre de Crimée, il se rend à Constantinople pour aider à sa fortification et à la fortification des Dardanelles. Pendant le siège de Sébastopol, il organise le bombardement de Malakoff. À son retour en Angleterre, en 1856, il reçoit une baronnie. Burgoyne devient membre de la Royal Society le 5 juin 1856. En 1865, il devient commandant de la Tour de Londres et prend sa retraite en 1868, avec le grade de Field Marshal. 
John Fox Burgoyne meurt le 7 octobre 1871 à Londres. Il est le père de Hugh Talbot Burgoyne (en).